# 12479 Ohshimaosamu
12479 Ohshimaosamu è un asteroide della fascia principale. Scoperto nel 1997, presenta un'orbita caratterizzata da un semiasse maggiore pari a 2,2841354 UA e da un'eccentricità di 0,0436407, inclinata di 5,93652° rispetto all'eclittica.